# Filipjevia macrolabiata
Filipjevia macrolabiata är en rundmaskart som beskrevs av Hans August Kreis 1928. Filipjevia macrolabiata ingår i släktet Filipjevia och familjen Enoplidae. Inga underarter finns listade i Catalogue of Life.